# ITコーディネータ
ITコーディネータ（あいてぃこーでぃねーた）とは、ITと企業経営両方の知識を持ち、経営者の思い描くビジョンを実現する経営戦略策定支援やIT化支援サービスを行う専門家、もしくはその資格名のこと。ITCと略す。
中小企業基本法の中小企業者が、独立行政法人中小企業基盤整備機構や地域産業振興センターなどを通じ、ITコーディネータを利用して企業の情報化を行うと、ITコーディネーター派遣費用の負担、日本政策金融公庫など政府系金融機関からの融資、無利子リースのほか、税制特例措置を利用することができる。
また、独立行政法人情報処理推進機構及び特定非営利活動法人スキル標準ユーザー協会により公表されているITSS：ITスキル標準においてITコーディネータは、7まであるレベルの内、試験で判定できる最高のレベルである「レベル4」認定を受けている。

## 沿革
国際経営開発研究所による「世界競争力年報」などによると、1990年頃から日本の国際競争力は急降下した。この原因として企業、特に中小企業におけるIT利活用の遅れが指摘された。
こうした状況を打開するため、1999年6月の通商産業省（現経済産業省）産業構造審議会「情報化人材対策小委員会」中間報告において、「戦略的情報化のビジョンを示し、これを設計するのみならず、システムインテグレータ等がシステム構築を実施する場合にもアドバイザー的に働き、これが無事に稼働するまで一貫して関与し続けるような経営戦略とITをつなぐ人材を必要としている。こうした人材を『ITコーディネータ』と称することを提案する」という報告がなされ、次の2点が提案された。
- 企業経営者を啓発する環境の構築
- 企業経営者の信頼を得て経営戦略を実現するためのIT戦略において、意思決定の支援をするITコーディネーターの育成・普及

以上の提案に基づき、2001年2月に「ITコーディネータ制度」と推進機構としてのITコーディネータ協会が創設された。

## 人材像
産業構造審議会中間報告では、「ITコーディネータは、CSO（Chief Strategic Officer）の戦略的情報化ビジョンの策定を支援し、戦略的情報化ビジョンに基づく情報システムの企画および調達を行い、システムインテグレータ等がシステム構築を実施する場合にもアドバイザ的に働き、また監理し、これを無事に稼動するまで一貫して関与し続けるような経営戦略と情報システムをつなぐことを行う人材である」と定義している。
ITコーディネータは経営とIT双方についての深い知識と経験をもち、経営者層をはじめ関係する人々とのコミュニケーション能力と情報システム構築プロジェクト推進のための監理能力をもつことが期待される。経営戦略やそれを実現するためのIT戦略の立案・策定における選択肢の提示と経営者の意思決定支援、IT資源調達やIT導入における豊富な経験にもとづいた助言とプロジェクト遂行支援、さらにはITサービス活用におけるプロジェクト成果物の業務プロセス移管支援により、経営戦略を実現するための戦略的IT利活用に関して経営者を支援する専門家である。

## 資格
ITコーディネータ協会は「経済産業省推進資格」と称している。ITの進化スピードに対応するために民間資格とし、特定非営利活動法人ITコーディネータ協会を創設し、ITコーディネータの資格認定機関としたものである。資格保有者は2025年3月31日現在で7,522名である。平均年齢は47.9歳、最年少は25歳、女性は4.8％である。東京、神奈川などの首都圏在住者が過半数を占める。約半数が高度情報処理技術者・中小企業診断士・税理士・公認会計士などの資格を併せ持っている。独立系のITコーディネータは22.4％で、残りはベンダー（大手・中小）や一般企業に属する企業内ITコーディネータである。
資格認定のためには「ITコーディネータ試験の合格」と「ケース研修の受講・修了」という2つの要件を満足する必要がある。試験の合格とケース研修の修了はどちらが先でもよい。
なお、ITコーディネータは民間資格であるため、名称独占資格とは言えない。しかし、ITコーディネータ協会によって、「情報化人材育成に関する広告，経営の診断及び指導，情報化人材育成に関する事業の管理又は運営に関する事務処理」「情報化人材育成に関する教育・訓練，情報技術に関する知識の教授，情報化人材育成に関する試験の実施又は資格の認定」「通信ネットワークシステムの設計・企画」という指定役務に対して「ITコーディネータ」という名称が商標登録されており、ITコーディネータ資格を認定されていない者が前述した指定役務を行う際に「ITコーディネータ」を名乗ると、商標権の侵害とされる可能性がある。

### ITC試験
ITC試験は年2回（7月、2月)実施される。試験方法は2010年7月よりCBT(Computer Based Testing)となり、CBT-Solutions社にて行われる。試験は、必須60問、選択40問の多肢選択式である。合格率は第54回(2025年2月）の試験では、受験者に対して64.8%であった。

#### 科目免除
特定の国家試験等の合格者は、試験において選択問題の解答が免除される（専門スキル特別認定制度）。免除措置の対象となる資格等の例を以下に記す。
- 公認会計士、税理士、中小企業診断士、弁護士、弁理士、社会保険労務士、行政書士のいずれかの国家資格を持つ者。
- 技術士のうち、経営工学、情報工学、総合技術監理のいずれかの部門の資格を持つ者。（技術士補は対象外）
- 高度情報処理技術者試験のいずれかの区分に合格した者。
- 情報処理安全確保支援士（登録情報セキュリティスペシャリスト）の資格を持つ者。
- ITパスポート試験で750点以上獲得して合格した者。（750点未満は対象外）
- 経営学修士（MBA）および経営学博士
- 技術経営修士（MOT）および技術経営学博士
- 日本商工会議所が認定する販売士1級の資格を持つ者。（2級、3級は対象外）
- プロジェクトマネジメント・プロフェッショナル (PMP) の資格を持つ者。

### ケース研修
2012年度よりケース研修の内容が、それまでの集合研修15日間から、集合研修6日間とeラーニングによる個人学習となった。代わりに資格取得後、資格取得後最初の資格更新までに、協会主催の研修を受講する必要がある。

### 資格更新
資格の有効期間は4月から翌年3月までで、毎年資格更新手続きが必要である。資格保持者には最新の経営とITに関する知識を維持するための継続的な学習と実践能力維持向上のための実務活動報告が義務づけられている。知識維持に関しては学習内容がポイント化されており、1年で10ポイントを獲得することが求められる。ポイント獲得は種々の方法があるが、概ね1ポイントは4時間程度の学習時間である。実務活動報告に関しては1年間の実務活動状況と自己評価をITコーディネータ協会のホームページからメニュー選択方式で記述し報告とする。